# كودي ويلسون
كودي ويلسون (بالإنجليزية: Cody Wilson)‏ هو مهندس أمريكي، ولد في 31 يناير 1988 في ليتل روك في الولايات المتحدة.